# 高球大滿貫
《高球大滿貫》（英語：Bobby Jones: Stroke of Genius），2004年上映的美國運動電影，講述知名高爾夫球手鲍比·瓊斯的生平。瓊斯是唯一在同一賽季贏盡四大滿貫的人（1930年代四大滿貫為英國業餘錦標賽、美國業餘錦標賽、英國公開賽和美國公開賽）。

## 劇情
1936年，鲍比·瓊斯在前往柏林奧運途中，短暫停留蘇格蘭聖安德魯老球場，原本對群眾的反應頗為擔心，卻獲得熱烈歡迎，部分觀眾更加關掉店舖前來觀賽。
場景轉至美國喬治亞州亞特蘭大，幼年的瓊斯正在觀看其父親「上校」作賽，奈何他的父親打得並不太好。瓊斯不停觀摩各高爾夫球手的動作，亦漸漸遇到不少球技較好的球手，如斯圖爾特·梅登。在瓊斯16歲之時，他已贏得喬治亞州業餘錦標賽冠軍，同年亦進入了美國業餘錦標賽四強。在那個年代知名的體育記者如O·B·基勒和格蘭特·賴斯等都對他感到興趣。
第一次世界大戰接近尾聲，瓊斯參加了一場救災比賽，其他球手包括沃爾特·哈根。哈根之後成為瓊斯在高爾夫球場上的主要競爭對手。瓊斯在喬治亞理工學院畢業，並在求學期間遇到他未來的妻子瑪麗·馬龍。雖然瓊斯在打球上甚具天份，但是他的脾氣似乎不太好，打不好的時候甚至亂丟球桿，還有一次不小心打到旁邊的觀眾。他更加在1921年首次參加聖安德魯的比賽時，在第三局的第十一洞，因為多次未能將球從沙坑打出而毅然離場，放棄球賽。他的偶像哈里·瓦爾登在更衣室告誡他不要輕易放棄，尤其在聖安德魯，因為它是最好的球場。
1923年，瓊斯終於克服了他的臭脾氣，並且在美國高爾夫公開賽力壓鮑比·克魯克申克，贏得他首次的大滿貫賽事。至1929年，瓊斯再贏多兩次美國公開賽、四次美國業餘錦標賽和兩次英國公開賽。期間，他在哈佛學院和埃默里大學法學院供讀法律，及後成為律師，以完成其祖父的願望。他從未轉為職業高爾夫球手。1930年，他開始對高爾夫球比賽失去興趣，他告訴其妻子他的最終目標為同一年內贏盡四大滿貫，之後他便會掛靴。當年他真正達成了目標，之後亦兌現承諾，於28歲時結束了其高爾夫球運動員的生涯。

## 演員
- 吉姆·卡維佐 飾 鲍比·瓊斯
  - 德文·吉爾哈特 飾 瓊斯童年
  - 布巴·路易斯 飾 瓊斯少年
- 克萊兒·馥蘭妮 飾 瑪麗·馬龍·瓊斯，瓊斯的妻子
- 傑瑞米·諾森 飾 沃爾特·哈根，職業高爾夫球手
- 马尔科姆·麦克道威尔 飾 O·B·基勒，體育記者
- 艾丹·奎因 飾 哈里·瓦爾登，職業高爾夫球手
- 布雷特·賴斯（英语：Brett Rice） 飾 老鮑勃·瓊斯，瓊斯的父親
- 康妮·雷（英语：Connie Ray） 飾 克拉拉·瓊斯，瓊斯的母親